# Vilhelms Purvītis
Vilhelms Purvītis (Zaube, Letonia, 3 de marzo de 1872 - Bad Nauheim, Alemania, 14 de enero de 1945) fue un pintor paisajista y educador letón. Fundó la Academia de Arte de Letonia y fue su rector entre 1919 y 1934. 

## Biografía
Vilhems Purvītis nació en la gobernación de Livonia, en la parroquia de Zaube, en la familia de un molinero. Estudió en una escuela parroquial local hasta que su familia se mudó a la Gobernación de Vítebsk. Hasta 1888, Purvītis estudió en una escuela municipal en Drissa (actualmente en Bielorrusia). Fue allí donde se empezaron a manifestar sus habilidades para el dibujo. Cuando su familia regresó a Vidzeme, Purvītis trabajó en el molino de su padre en la parroquia de Smiltene durante dos años. 
Entre 1890 y 1897, Purvītis estudió en la Academia Imperial de las Artes en San Petersburgo (Rusia), donde desarrolló un particular interés por el paisajismo. El último año, trabajó en el taller de Arjip Kuindzhi, y se graduó con la Gran Medalla de Oro. Durante este periodo en la academia, estudió las obras pictóricas de antiguos maestros holandeses y entabló amistad con otros dos pintores letones: Janis Rozentāls y Johan Valter. En 1898, Purvītis, junto con Rozentāls y Valter, hizo un viaje de estudios por toda Europa y sus pinturas se expusieron en Berlín, Múnich, París y Lyon con gran éxito. En 1899, regresó a Riga y empezó a dar clases particulares de pintura.  En 1902 viajó a Spitzbergen en Noruega para estudiar la pintura de la nieve. Después de la Revolución de 1905, Purvītis viajó a Tallin, donde trabajó como profesor de dibujo en una Realschule local. En 1909, Purvītis regresó a Riga y trabajó como director de una escuela de arte de la ciudad de Riga. 
Tras el inicio de la Primera Guerra Mundial en 1915, la escuela de arte de la ciudad de Riga fue evacuada a San Petersburgo, donde cerró en 1916. Después de las revoluciones rusas de 1917, Purvītis fue a Noruega para mejorar su salud y celebró su primera exposición individual en Oslo.

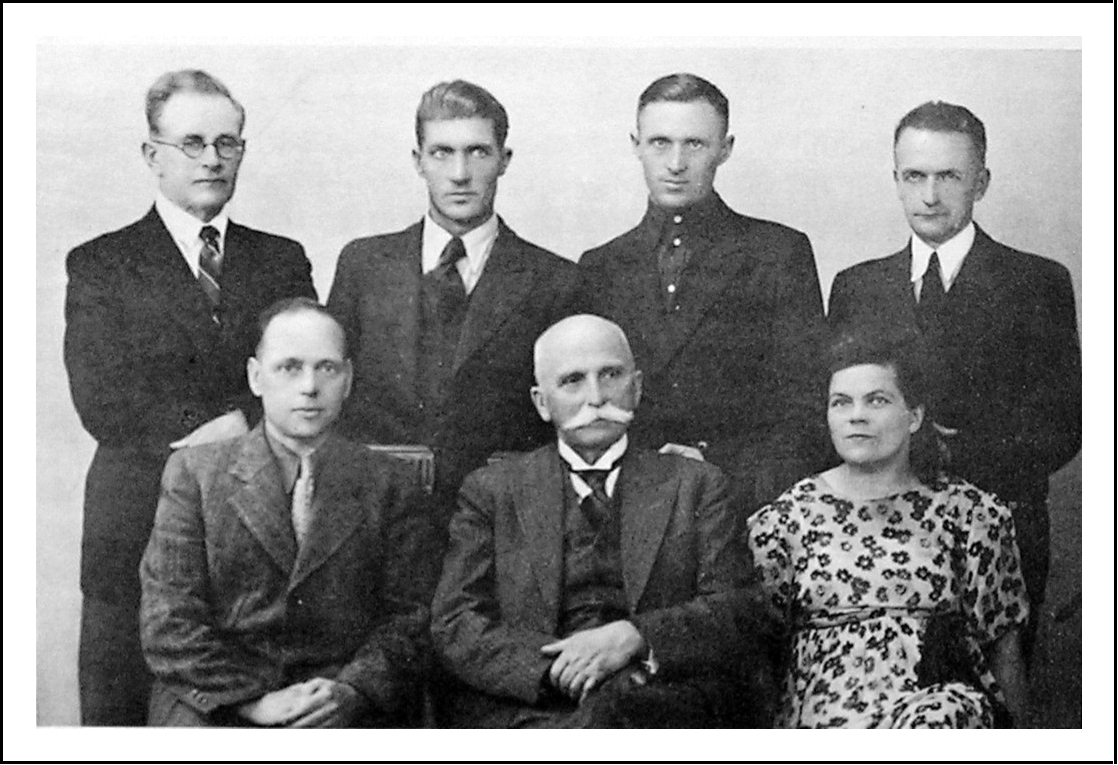
Clase magistral en pintura de paisajes en la Academia de Arte de Letonia, 1942. El profesor Vilhelms Purvītis está sentado en el centro.

En 1918, Purvītis regresó a Riga, entonces ocupada por Alemania. En 1919 ocupó el puesto de director de un museo de arte local (el actual Museo Nacional de Arte de Letonia) y también fue uno de los fundadores de la Academia de Arte de Letonia y fue elegido como su primer rector. Como director del taller de pintura de paisajes en la Academia de Arte de Letonia entre 1921 y 1944, de artes visuales en el departamento de arquitectura de la Universidad de Letonia entre 1919 y 1940, y director de la Escuela de Arte de la ciudad de Riga entre 1909 y 1915, Purvītis cosechó una gran cantidad de seguidores y se convirtió en el líder reconocido de toda una escuela de pintura letona. 
Durante el período de la República de Letonia, Purvītis también organizó muchas exposiciones de arte letón en Europa. Después de la ocupación soviética de Letonia en 1940, Purvītis fue destituido del cargo de director del museo, pero continuó trabajando en la Academia de Arte. En 1942 tuvo lugar su última exposición en Riga. Purvītis perdió todas sus pertenencias y muchas de sus obras cuando su casa y su taller fueron destruidos durante la batalla de Jelgava en el verano de 1944. Purvītis se vio obligado a desplazarse a Liepāja y de allí a Dánzig. Varios cientos de sus obras transportadas en barco en dirección a Königsberg desaparecieron sin dejar rastro. Wilhelms Purvītis murió el 14 de enero de 1945 en Bad Nauheim (Hesse). Los restos de Purvītis fueron enterrados en el Cementerio del Bosque de Riga en 1994, después de que Letonia recuperara su independencia. Fue galardonado con la Orden de las Tres Estrellas (clase III y II), entre otras muchas condecoraciones. 
Siempre experimentando y especializándose en las escenas de nieve, Purvītis comenzó como un pintor realista, se volvió hacia el impresionismo y más tarde recibió influencias de Cézanne y Munch. Su obra Invierno (1910) también sugiere la influencia del Art Nouveau. Es considerado uno de los mejores pintores letones de la primera mitad del siglo XX. Sus paisajes están llenos de motivos locales y la naturaleza letona se retrata en el ambiente neorromántico. Durante su vida, realizó más de mil cuadros y dibujos, y muchos de ellos nunca se exhibieron porque prefirió coleccionarlos en su apartamento.

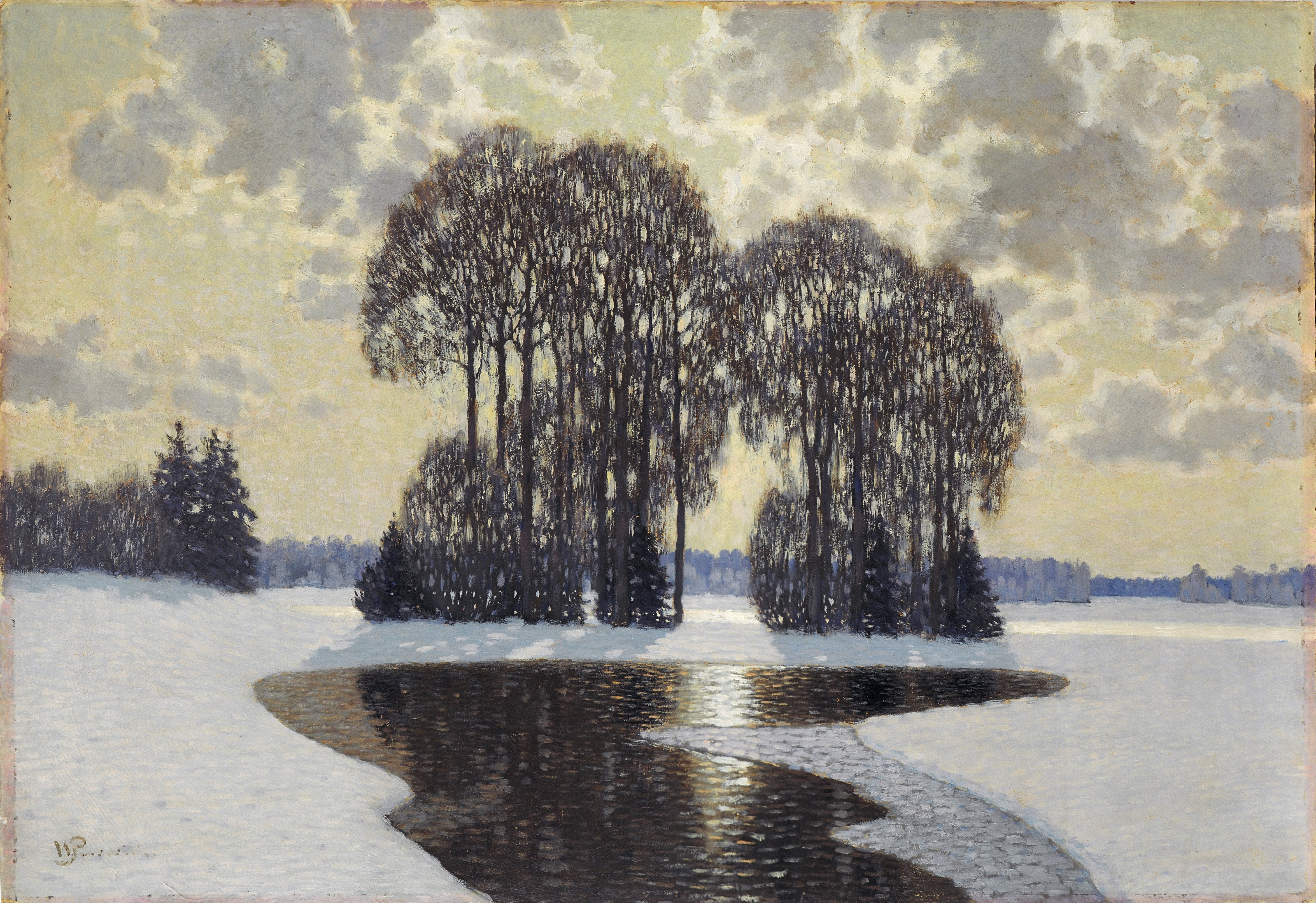
Invierno (1910)
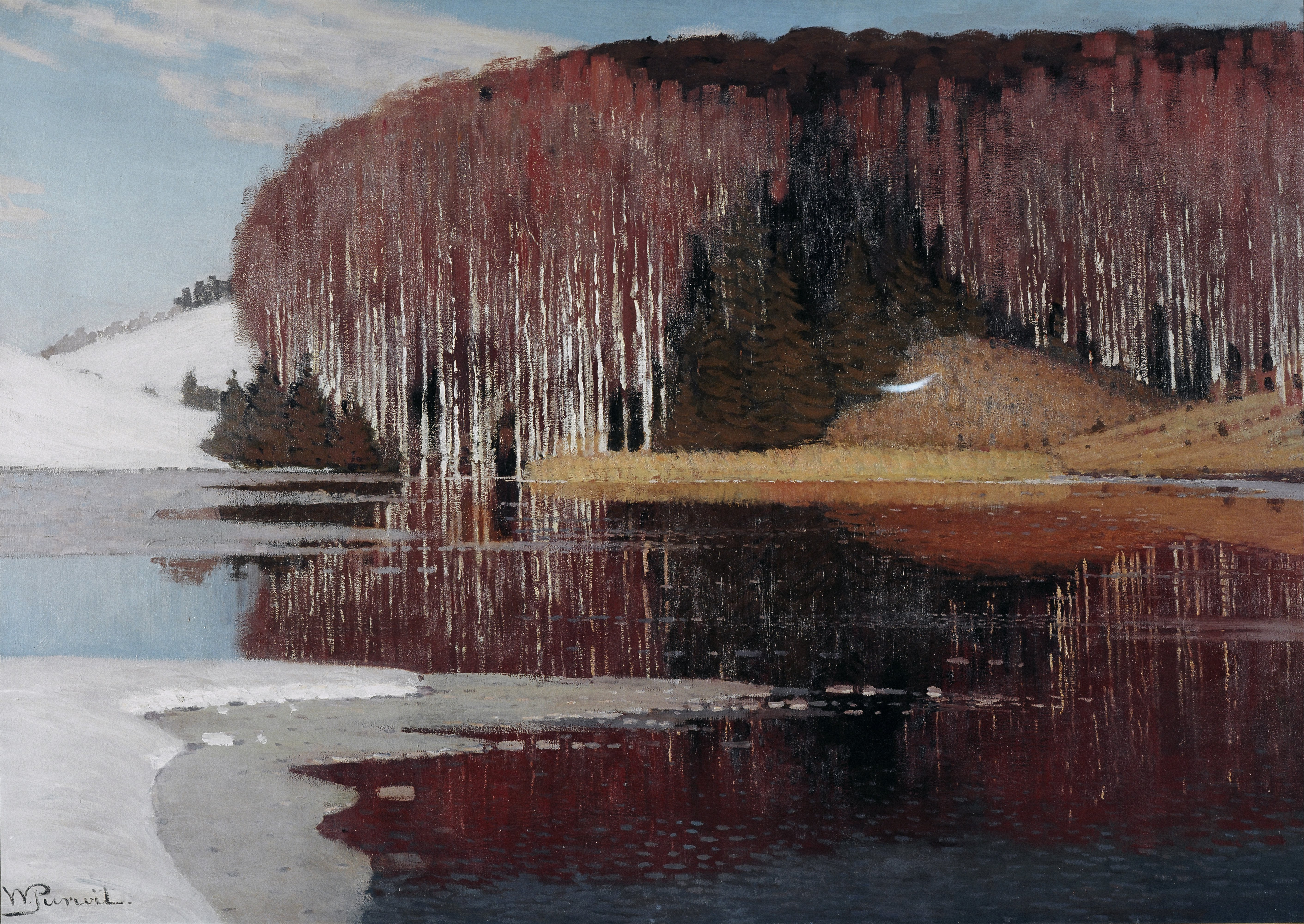
Aguas de manantial (1910)
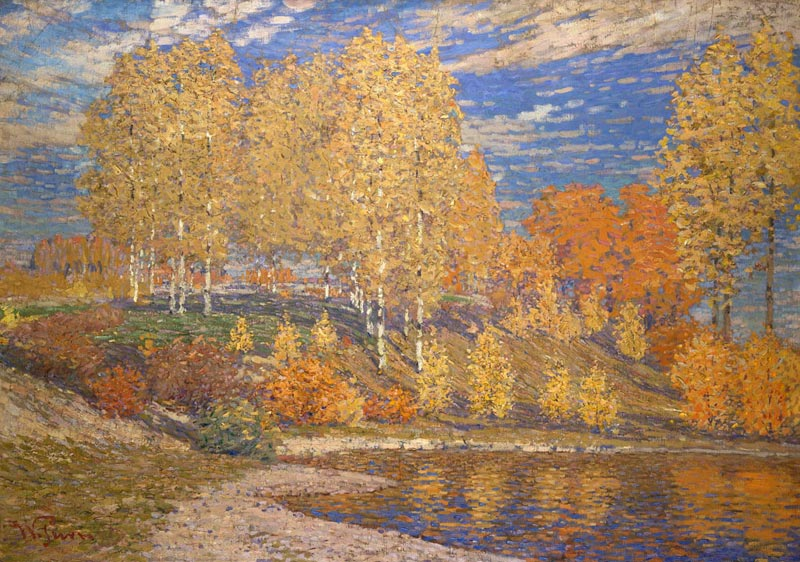
Sol de otoño (1909)
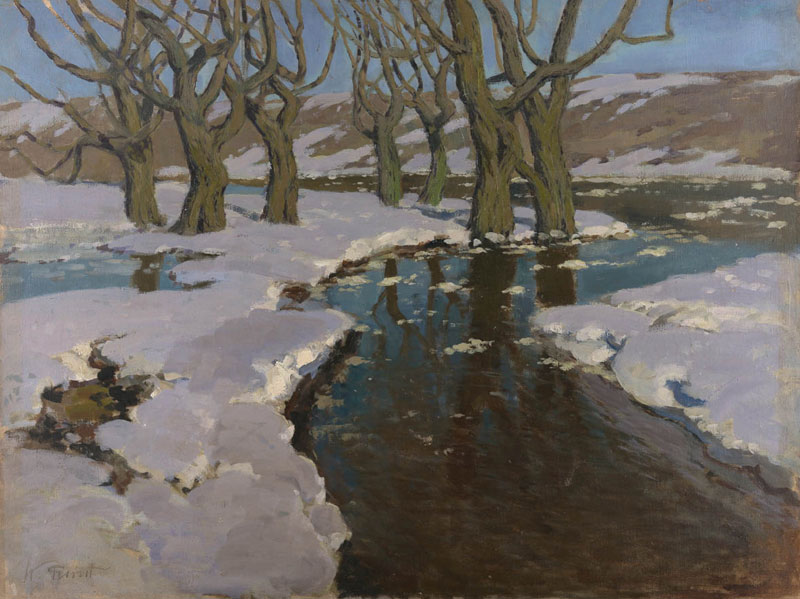
Principios de la primavera (1898-1899)
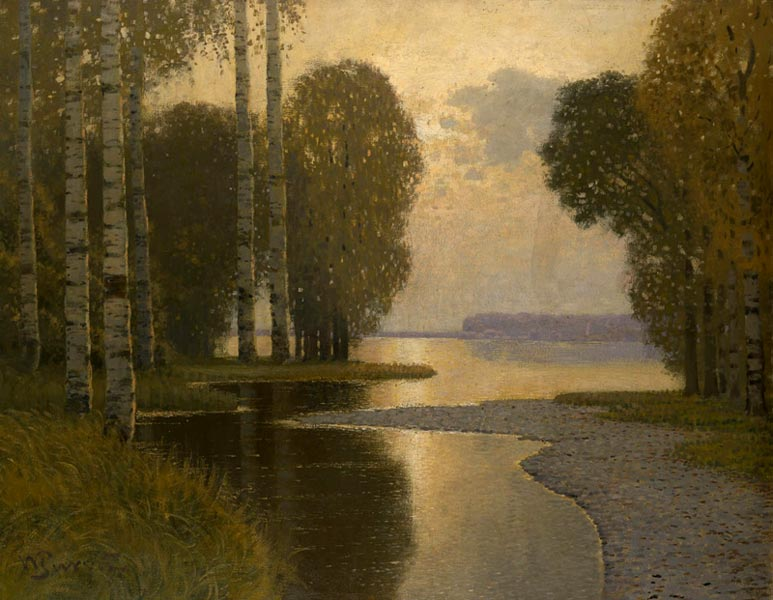
Paisaje con abedules (1910)
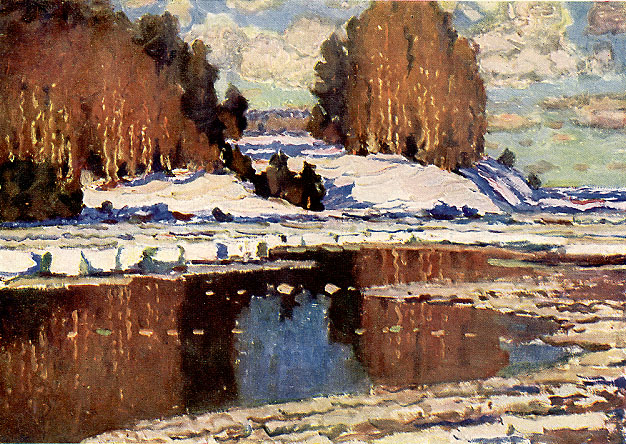
Pavasaris (1930)